# 野生短浆蟹
野生短浆蟹（学名：Thalamita admete）为梭子蟹科短浆蟹属的动物。分布于日本、夏威夷、塔希提、澳大利亚、印度洋、红海、坦桑尼亚、台湾岛以及中国大陆的西沙群岛、海南岛等地，生活环境为海水，常栖息于潮间带大陆沿岸与珊瑚礁区处。